# Ministre pour les Relations avec les Communautés européennes
Le ministre pour les Relations avec les Communautés européennes (en espagnol : Ministro para las Relaciones con las Comunidades Europeas) est un poste de ministre sans portefeuille du gouvernement espagnol entre 1978 et 1981.

## Missions

### Fonctions
Le ministre pour les Relations avec les Communautés européennes est responsable du suivi de la procédure d'adhésion de l'Espagne à la Communauté économique européenne, au sein du ministère des Affaires étrangères. Il est vice-président du conseil de coordination des relations avec les Communautés européennes.

### Organisation
La structure d'appui au ministre est ainsi organisée : 
- Secrétaire général (Secretario General) ; 
  - Secrétaire général adjoint (Secretario General Adjunto) ;
  - Secrétaire général technique (Secretario General Técnico).

## Histoire
Le 28 juillet 1977, deux ans après la mort de Francisco Franco et six semaines après les premières élections démocratiques depuis quarante ans, le gouvernement d'Adolfo Suárez présente une demande d'adhésion de l'Espagne au traité de Paris de 1951 et au traité de Rome de 1957. La demande est acceptée le 20 septembre suivant, le président du gouvernement décide de renforcer son gouvernement par un ministre sans portefeuille, au sein du ministère des Affaires étrangères, spécialement dédié, qu'il nomme le 11 février 1978.
Lorsque le premier titulaire de ce poste, Leopoldo Calvo-Sotelo, prend la direction de l'exécutif le 27 février 1981, il décide de faire disparaître le ministre sans portefeuille. Le lendemain, l'ambassadeur auprès des Communautés, Raimundo Bassols, est désigné secrétaire d'État pour les Relations avec les Communautés européennes.

## Titulaires
| Nom | Nom                   | Dates      | Dates      | Parti | Gouvernement(s)  |
| --- | --------------------- | ---------- | ---------- | ----- | ---------------- |
|     | Leopoldo Calvo-Sotelo | 11.02.1978 | 09.09.1980 | UCD   | Suárez II et III |
|     | Eduard Punset         | 09.09.1980 | 27.02.1981 | UCD   | Suárez III       |